# 블랑디유 히로사키 FC
블랑듀 히로사키 FC(Blanduu 弘前 FC, Burande~yū Hirosaki Efu Shi)는 아오모리현 히로사키를 연고로 하는 축구 클럽 팀이다. 현재 일본 지역 리그의 일부인 도호쿠 축구 리그에 소속되어 있으며, 2012년에 창단된 이후 장래에 구단이 J리그에 포함되는 것을 목표로 하고 있다.

## 선수 명단

### 현역
참고: FIFA 자격 규정에 따라 소속된 국가대표팀 국기를 표시합니다. 선수는 복수의 FIFA 비회원국 국적을 가지고 있을 수 있습니다.
| 번호 | 포지션 | 국적 | 이름 |
| ---- | ------ | ---- | ---- |

| 번호 | 포지션 | 국적 | 이름 |
| ---- | ------ | ---- | ---- |

## 역대 감독
| 감독            | 임기        |
| --------------- | ----------- |
| 나이토 나루유키 | 2018 ~ 2019 |